# Морозов, Евгений (журналист)
Евге́ний Моро́зов (англ. Evgeny Morozov, бел. Яўгені Марозаў, род. 1984[…], Солигорск, Минская область) — белорусско-американский журналист, писатель

, политолог и исследователь, изучающий воздействие технологий на политическую и общественную жизнь.

## Биография
Родился г. Солигорск. По стипендии фонда Сороса учился в Американском университете в Болгарии, где получил степень бакалавра.
Затем прошёл девятимесячную программу в Европейском Колледже либеральных искусств в Берлине.
В 2006—2008 годах директор по новым медиа в Transitions Online, неправительственной организации, помогающей развитию независимой журналистики в восточноевропейских странах. Морозов ездил по Средней Азии, Кавказу и Беларуси, встречался с сетевыми активистами, блогерами и оппозиционными политиками, агитировал их за «новые СМИ», показывал, как использовать блоги, социальные сети и Википедию во всех её вариантах для обличения злоупотреблений в стране. Преподавал курс по блогингу для белорусских журналистов, целью которого, по его словам, было «стимулировать дебаты, завести дискуссию внутри белорусского сообщества, которое часто находится в спячке».
В 2008—2009 годах работал в Институте «Открытое общество».
В 2009—2010 годах — приглашённый учёный в институте изучения дипломатии в Джорджтаунском университете. В 2010—2012 годах — приглашённый учёный в Стэнфордском университете.

## Журналистика
Статьи Морозова печатались в The Economist, International Herald Tribune, San Francisco Chronicle, Newsweek, The Guardian, The Wall Street Journal, Foreign Policy, Financial Times, The New York Times.
Некоторые статьи были переведены на немецкий, итальянский, испанский, португальский языки для газет Frankfurter Allgemeine Zeitung, Corriere della Sera, El Pais, Folha de S. Paulo.
Пишуший редактор журнала Foreign Policy.

## Сочинения
Автор книги The Net Delusion: The Dark Side of Internet Freedom («Сетевой обман: темная сторона интернет-свободы»). Книга вышла в свет в январе 2011 года, и породила огромное число позитивных откликов и рецензий преимущественно в леволиберальном лагере американских критиков.
Книга получила награды Goldsmith Book Prize (2012), Eli M.Oboler Memorial Award (2012) и была включена газетой New York Times в список 100 примечательных книг 2011 года.
Книга The Net delusion была переведена и издана на итальянском и испанском языках.
Кроме того, на итальянском была издана небольшая книга Морозова «Против Стива Джобса».

## Идеи
- В статьях и книге The Net Delusion Морозов выступил с критикой техноутопизма и так называемого «iPod либерализма» — предположения, что технологические инновации (такие как распространение интернета и мобильной связи, блогов и микроблогов, социальных сетей) всегда продвигают свободу и демократию в авторитарных странах. Морозов приводит ряд отрезвляющих примеров того как деспотические режимы использовали интернет, чтобы душить инакомыслящих[17].[18] Вместе с тем, Морозов вовсе не отрицает, что Интернет — эффективное средство мобилизации и организации поборников демократии и прав человека. Его цель — предостеречь от излишней эйфории[19].
- По мнению Морозова, государственное воздействие на российский интернет опирается, в основном, не на технические меры, а на идеологическое противодействие оппозиции. Такой метод Морозов называет «социальным контролем». В статье, опубликованной в New York Times, Морозов пишет:

Армии проправительственных пользователей, в число которых зачастую входят и люди, подрабатывающие подобными вещами, и [...] члены прокремлёвских молодёжных движений [...] атакуют не нравящиеся им сайты, делая их недоступными для пользователей даже в тех странах, в которых нет вообще никакой цензуры интернета.— «Как Кремль контролирует Интернет»

## Статьи и выступления
- Евгений Морозов, Как Кремль контролирует Интернет // The New York Times (перевод Inosmi)
- Евгений Морозов: Интернет — это то, чего боялся Оруэлл?
- Статьи Морозова в газете «Акция» (2006—2008).
- «Гражданские медиа: прошлое, настоящее, будущее» (доклад Евгения Морозова)
- Свободный Интернет: плюсы и минусы
- Статьи в журнале Slate (англ.)